# Arpaçay
Arpaçay (bis 1922 Zaruşat) ist eine Stadt und Hauptort des gleichnamigen Landkreises in der nordosttürkischen Provinz (İl) Kars. Die Stadt liegt etwa 33 km Luftlinie (39 Straßenkilometer) nordöstlich der Provinzhauptstadt Kars an der Fernstraße D 010.
Der Landkreis ist der nördlichste Landkreis der Provinz und grenzt im Westen an den Kreis Susuz, im Süden an den zentralen Landkreis (Merkez) Kars und im Südosten an den Kreis Akyaka. Im Norden bilden die der Kreis Çıldır (Provinz Ardahan) und der gleichnamige See die Grenze, im Osten auf 10 km das Nachbarland Armenien. Die Stadt und der Landkreis wurden nach dem Fluss Arpaçay benannt.
Seit dem 16. Jahrhundert war Arpaçay Teil des Osmanischen Reiches. Zwischen 1877 und 1918 war es Teil des Russischen Kaiserreiches und hieß zwischen 1905 und 1918 Grenaderskoye. Von ihrer Gründung bis zum Türkisch-Armenischen Krieg war das Gebiet Teil der Demokratischen Republik Armenien (siehe Karte dort). Bei der ersten Volkszählung nach Gründung der Türkischen Republik (im Oktober 1927) hatte er eine Einwohnerschaft von 25.538 in 88 Dörfern auf 1150 km² Fläche – 356 im Kreissitz Arpa-tchaye (damalige, an das französisch angelehnte Schreibweise)-
Ende 2020 umfasste der Landkreis neben der Kreisstadt (14,65 % der Kreisbevölkerung) noch 48 Dörfer (Köy) mit durchschnittlich 289 Bewohnern. Koçköyü ist das größte Dorf (906 Einw.). Die Bevölkerungsdichte ist die niedrigste der Provinz und erreicht mit 14 Einwohnern je Quadratkilometern geradeso die Hälfte des Durchschnitts der Provinz (28).

## Söhne und Töchter der Stadt
- Azer Bülbül (1969–2012), Sänger